# Vagone letto per assassini
Vagone letto per assassini (Compartiment tueurs) è un film del 1965 diretto da Costa-Gavras.

## Trama
Treno Marsiglia-Parigi: una passeggera del vagone letto viene trovata morta per strangolamento. La polizia indaga ma l'assassino è più veloce e continua ad uccidere gli altri passeggeri dello stesso vagone.

## Riconoscimenti
- National Board of Review Awards 1966
  - miglior film straniero